# Aron Jehuda
Aron Jehuda lub Juda Aaron(ur. ?, zm. 1524) – rabin gmin żydowskich w okręgach lubelskim, chełmskim i bełskim.

## Życiorys
Aron Jehuda był pierwszym udokumentowanym rabinem Chełma. W 1520 roku król Zygmunt Stary mianował go poborcą podatków okręgu chełmskiego. Żydowscy mieszkańcy Lublina i sąsiednich ziem, zwrócili się z prośbą do króla o stworzenie własnego rabinatu i odłączenie się spod władzy administracyjnej i sądowniczej rabinatu krakowskiego. 21 czerwca 1522 Zygmunt Stary
wyznaczył naczelnym rabinem gmin żydowskich w okręgach: lubelskim, chełmskim i bełskim Arona Jehudę. W dokumencie wyznaczającym go na rabina udzielił mu prawa sądzenia i karcenia podporządkowanych mu współwyznawców. Władzę miał sprawować bez obawy ingerencji ze strony wojewodów i starostów, którym groziła kara gdyby odważyliby się sprzeciwić woli królewskiej. W dokumentach królewskich był określany mianem doctor legis mosaicae. Po śmierci w 1524 roku na stanowisku zastąpił go Szalom Szachna z Lublina.